# Corvo Vini
Corvo Vini Duca di Salaparuta è un'importante e antica azienda produttrice degli omonimi vini della Sicilia nord-occidentale, con stabilimenti industriali nel comune di Casteldaccia, in provincia di Palermo.

## Storia
L'azienda venne fondata nel 1824 dal Principe Don Giuseppe Alliata di Villafranca, 7º duca di Salaparuta, e aveva come sede una torre. L'attività fu proseguita dal figlio Edoardo, che costruì le cantine di Casteldaccia arrivando a produrre centomila bottiglie l'anno. Si tratta di una delle prime aziende vinicole ad esportare vino siciliano in Europa e in America già nella seconda metà del XIX secolo. Il duca Enrico Alliata, considerato un maestro della moderna enologia,  proseguì a inizio novecento l'attività.
L'azienda fu acquisita negli anni sessanta dalla Regione Siciliana tramite l'ESPI e denominata Casa Vinicola Corvo Duca di Salaparuta, e ceduta nel 2000 all'ILLVA di Saronno.

## Attività
Tra il 2002 e il 2007, le cantine Duca di Salaparuta, a Casteldaccia e ad Aspra vennero rimodernate con grandi investimenti. Inoltre venne acquistato il feudo Suor Marchesa, di quasi 95 ettari a Butera, terra di nero d’Avola, e la tenuta Vagliasindi a Castiglione di Sicilia, ai piedi dell’Etna, coltivata a nerello mascalese e pinot nero.